# Konsulat Generalny Rzeczypospolitej Polskiej w Manchesterze

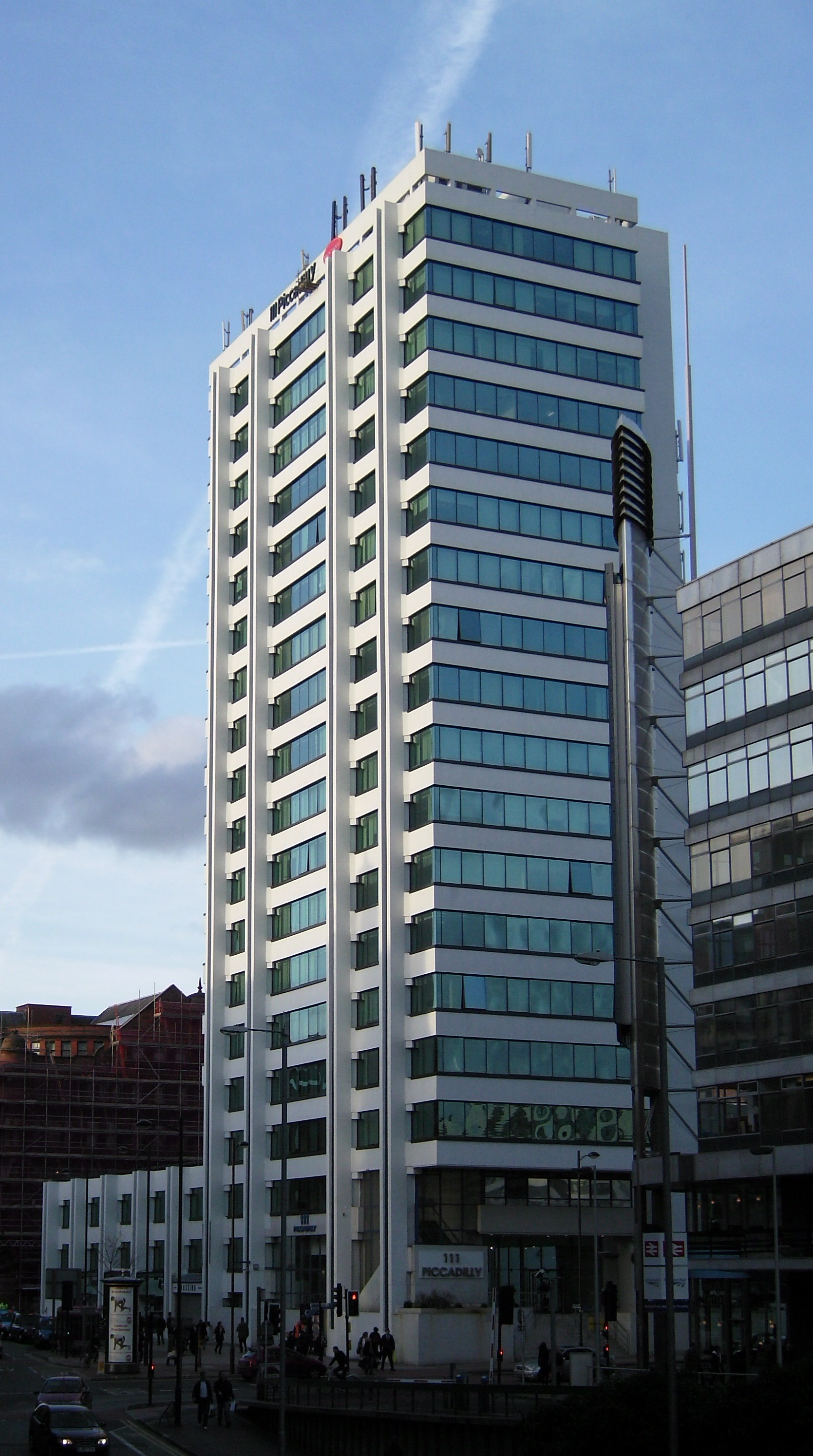
Siedziba Konsulatu w latach 2009–2014 przy ul. Piccadilly 111

Konsulat Generalny Rzeczypospolitej Polskiej w Manchesterze (ang. Consulate General of the Republic of Poland in Manchester) – polska misja konsularna utworzona w 2007 w Manchesterze, w Zjednoczonym Królestwie Wielkiej Brytanii i Irlandii Północnej.
Od 2014 placówka mieści się przy 51 Portland Street.

## Historia

### Do 1945
Pierwsi Polacy zaczęli osiedlać się w Manchesterze w czwartym ćwierćwieczu XIX w. W 1918 do Manchesteru przybył reprezentujący Komitet Narodowy Polski Feliks Kollat. 20 grudnia 1933 minister spraw zagranicznych Józef Beck podpisał nominację brytyjskiego handlowca Ernesta Sudlowa na konsula honorowego RP w Manchesterze. Konsulat, mieszczący się przy ulicy Dale 35, faktyczną działalność rozpoczął w kolejnym roku. W czerwcu 1934 pracę tam rozpoczął pracownik kontraktowy Witold Ciszkowski. Konsulat honorowy obejmował swoją właściwością hrabstwa środkowej i północnej Anglii: Northumberland, Cumberland, Durham, Westmorland, York (oprócz West Riding), Lancaster, Nottingham, Derby i Chester. Zakres działalności obejmował przede wszystkim sprawy handlowe. W maju 1935 Sudlow zrezygnował ze stanowiska, a z 1 lipca działalność placówki zawieszono. W 1936 jego następcą został lokalny przedsiębiorca polskiego pochodzenia Konrad Szymanowski, który z kolei zmarł rok później. W 1938 funkcję objął przedsiębiorca William Llewellyn Jones. Przeniósł on urząd pod adres 20 Princess Street. Od 1937 do 1939 sekretarz konsulatu Jan Woyczyński prowadził przy placówce szkołę polską. W 1939 na jego miejsce przybył Czesław Fynfsztyk, który pozostawał sekretarzem konsulatu do 1945. W 1939 liczbę Polaków w Manchesterze szacowano na ok. 250 osób.
W okresie II wojny światowej działalność Konsulatu była skupiona na udzielaniu wsparcia przybywającym do Manchesteru polskim uchodźcom i żołnierzom. Władze polskie postanowiły w 1945 odznaczyć konsula Jonesa Krzyżem Oficerskim Orderu Odrodzenia Polski, jednak nie wyraziły na to zgody władze brytyjskie, ponieważ uznały już nowy rząd w Polsce. Z tego też względu cofnięto zgodę na dalsze funkcjonowanie Konsulatu. Zakończył on działalność 9 sierpnia 1945. Bezpośrednio po II wojnie światowej liczbę Polaków w Manchesterze szacowano na 3000 osób, zaś w obrębie Wielkiego Manchesteru na 10 tys. osób.

### Od 2007
Ze względu na rosnącą liczbę Polaków w Wielkiej Brytanii 12 stycznia 2007 minister spraw zagranicznych Anna Fotyga podjęła decyzję o otwarciu placówki w Manchesterze. Pierwszy konsul generalny, Piotr Nowotniak, objął placówkę w 2008. Według szacunków Konsulatu latem 2008 okręg konsularny zamieszkiwało ok. 350 tys. Polaków (w tym 30 tys. w Walii), zaś w 2012 liczba ta wynosiła 260–280 tys. W 2009 otwarto siedzibę placówki w Rodwell Tower przy ulicy Piccadilly 111. W 2014 przeniesiono urząd pod adres 51 Portland Street.
W latach 2012–2013 w działalności konsularnej urzędu dominowały sprawy paszportowe (93%; w 2013 wydano 21 510 dokumentów paszportowych). W 2014 w Konsulacie pracowało 6 urzędników konsularnych oraz 13 pracowników miejscowych.

## Struktura placówki
- Wydział ds. Ruchu Osobowego[16]
- Wydział Spraw Prawnych i Opieki Konsularnej
- Referat do spraw Konsularnych, Polonii, Dyplomacji Publicznej i Kulturalnej
- Referat ds. Administracyjno-Finansowych

## Okręg konsularny
Okręg konsularny Konsulatu Generalnego RP w Manchesterze obejmuje:
- angielskie hrabstwa: Northumberland Tyne and Wear, Durham, Kumbria, Lancashire, North Yorkshire, East Riding of Yorkshire, South Yorkshire, West Yorkshire, Wielki Manchester, Merseyside, Cheshire, Derbyshire, Nottinghamshire, Lincolnshire, Rutland, Leicestershire, Staffordshire oraz Shropshire
- Walię
- Wyspę Man

Pozostałe hrabstwa Anglii znajdują się w gestii Wydziału Konsularnego Ambasady RP w Londynie. Mieszkańców Szkocji obsługuje Konsulat Generalny Rzeczypospolitej Polskiej w Edynburgu, a Irlandii Północnej Konsulat Generalny Rzeczypospolitej Polskiej w Belfaście.

## Konsulowie Generalni
- 2008–2012 – Piotr Nowotniak
- 2013–2016 – Łukasz Lutostański
- 2017–2020 – Leszek Rowicki
- 2020–2024 – Michał Mazurek
- od 2024 – Ireneusz Truszkowski